# Коломиевка
Коломиевка (укр. Коломіївка) — село в Первомайском районе Николаевской области Украины.
Основано в 1907 году. Население по переписи 2001 года составляло 25 человек. Почтовый индекс — 55261. Телефонный код — 5161.

## Местный совет
55261, Николаевская обл., Первомайский р-н, с. Крымка, ул. Гречаного, 24